# Grevillea floripendula
Grevillea floripendula là một loài thực vật có hoa trong họ Quắn hoa. Loài này được R.V.Sm. miêu tả khoa học đầu tiên năm 1981.